# World Leaders
World Leaders ist eine unveröffentlichte Kurzgeschichte des britischen Schriftstellers Roald Dahl (1916–1990), die etwa 1948 entstanden ist.

## Handlung
In der Kurzgeschichte World Leaders schickt Gott den toten Piloten Zail zurück auf die Erde, um auf einem Kongress mit Präsidenten und Premierministern diese an ihre endgültige Bedeutungslosigkeit zu erinnern. Der Pilot wird verhaftet und zu den Führern der Welt gebracht.
„Es war dann, dass sie seine Augen sahen. Wenn sie ihn anschauten, war es unmöglich für sie, irgend etwas anderes als seine Augen zu sehen. Sie waren tiefblau – die Farbe des Himmels im Sommer. Hinter jedem Auge war eine große Flamme, die beständig und mit großer Helligkeit brannte, denn es waren die Augen von eintausend Männern, die in der Luft getötet worden waren. Der Mut, die Wahrhaftigkeit und das Leid von jedem dieser Männer sowie deren Stärke widerspiegelte sich in seinen Augen... Sie sahen in diesen Augen eine Stärke, welche so groß war, dass sie jenseits ihres Verständnisses war. Während sie schauten, war ein heller Glanz rund um die Stelle, wo Zail stand, und sein Gesicht war wie das Gesicht eines Engels.“
Zail nimmt schließlich die Führer der Welt zu einem Flug in einem übernatürlichen Flugzeug mit, das vollständig aus Glas ist. Das Flugzeug macht keinen Lärm. Sie fliegen immer höher und die Welt unter ihnen wird immer kleiner, bis deren winziger Umfang im Weltall offenbar wird.